# Phaonia hirtirostris
Phaonia hirtirostris är en tvåvingeart som först beskrevs av Stein 1907.  Phaonia hirtirostris ingår i släktet Phaonia och familjen husflugor. Inga underarter finns listade i Catalogue of Life.